# Jördis Richter
Jördis Richter (* 1986) ist eine deutsche Schauspielerin.

## Leben und Karriere
Jördis Richter entstammt einer Künstlerfamilie und wuchs in Berlin auf. Sie begann 2006 ihre schauspielerische Ausbildung zur staatlich geprüften Schauspielerin am Europäischen Theaterinstitut Berlin, die sie 2009 abschloss. Ihre Gesangsausbildung absolvierte Richter – Stimmlage Mezzosopran – bei Monika Reidenbach und Andreas Talarowsky.
Als Theaterschauspielerin wirkte sie unter anderem an der Oper Dynamo West und der Schaubühne Berlin. Ihr Filmdebüt gab sie 2008 in dem Kurzfilm Starbucks Bussballett. Einem breiteren Publikum wurde sie durch die Rolle der Prostituierten Beatrice in einer Episodenrolle der ZDF-Krimireihe Ein starkes Team bekannt. Im April 2014 kam der Spielfilm Miss Sixty mit Richter in einer tragenden Rolle in die Kinos.
2013 wirkte Richter neben Lieselot De Wilde und Mariam Wallentin an Ben Frosts Musik-Theater-Adaption des Romans Die Wespenfabrik von Iain Banks mit.
Jördis Richter spricht neben ihrer Muttersprache Deutsch noch Berliner, sächsischen und Kölner Dialekt sowie Englisch und Französisch. Ihren Wohnsitz hat sie in der isländischen Hauptstadt Reykjavík.

## Filmografie (Auswahl)
- 2008: Starbucks Bussballett (Kurzfilm)
- 2010: Mars (Kurzfilm)
- 2011: Alter Ego (Kurzfilm)
- 2012: Nur eine Nacht (Fernsehfilm)
- 2013: SOKO Stuttgart: Traumprinz (Krimireihe)
- 2013: Der kleine Kaiser (Kurzfilm)
- 2014: Ein starkes Team: Alte Wunden (Fernsehfilm)
- 2014: Miss Sixty
- 2015: Inga Lindström: Die zweite Chance (Fernsehreihe)
- 2015: Der Staatsanwalt: Vom Tod gezeichnet (Krimireihe)
- 2015: Kommissarin Lucas – Der Wald (Fernsehreihe)
- 2017: Morden im Norden – Reine Geldgier (Fernsehserie)
- 2017: Kommissarin Lucas – Familiengeheimnis (Fernsehreihe)
- 2017: Kommissarin Lucas – Löwenherz (Fernsehreihe)
- 2018: Kommissarin Lucas – Das Urteil (Fernsehreihe)
- 2018: Fortitude (Fernsehserie, 4 Folgen)
- 2019: Kommissarin Lucas – Polly (Fernsehreihe)
- 2019: Kommissarin Lucas – Tote Erde (Fernsehreihe)
- 2020: Verliebt in Kroatien (Fernsehfilm)
- 2020: Kommissarin Lucas – Die Unsichtbaren (Fernsehreihe)
- 2020: Die Flaschenpost-Insel
- 2021: Rosamunde Pilcher: Wie verhext (Fernsehreihe)
- 2024: Der Bergdoktor: Spätfolgen (Fernsehserie)
- 2024: Letzte Spur Berlin – Die Jäger (Fernsehserie)
- 2024: Nächste Ausfahrt Glück – Endlich ich (Fernsehreihe)